# Ekstremitet
Pod ekstremitetima (lat.) se najčešće podrazumijevaju dijelovi ljudskog ili životinjskog tijela koji su ekstremno istureni u odnosu na trup.
U užem smislu riječi misli se samo na one dodatke tijelu koji služe za kretanje, dok se u širem smislu misli na sve dodatke izvedene iz tog oblika (člankonošci).
U anatomiji čovjeka se ekstremiteti nazivaju još udovi, koji se sastoje od ruku (gornji ekstremiteti) i nogu (donji ekstremiteti).